# Château de Kuressaare
Le château de Kuressaare (estonien : Kuressaare linnus, allemand : Schloss Arensburg) ou château épiscopal de Kuressaare (estonien : Kuressaare piiskopilinnus) est un château situé à Kuressaare en Estonie. 

## Histoire
Les plus anciens écrits mentionnant le château datent des années 1380, quand l'ordre Teutonique commence à le bâtir pour les évêques d'Ösel-Wieck.
Certaines sources indiquent que le premier château est construit en bois,.
Comme les habitants de Saaremaa résistent fortement aux tentatives de christianisation, le château fait probablement partie d'un effort des croisés pour prendre contrôle de l'île.
Dès le début, c'est un point fort appartenant à l'évêché de Saare-Lääne et il restera un des châteaux les plus importants de l'évêché jusqu'à sa dissolution pendant la guerre de Livonie.
En 1559, le Danemark prend le contrôle des châteaux de Saaremaa et de Kuressaare et modernise les fortifications.
À la suite du traité de Brömsebro, qui conclut la guerre de Torstenson, Saaremaa passe sous domination suédoise.
Les suédois continuent à moderniser la forteresse jusqu'en 1706. 
En conséquence de la grande guerre du Nord, les châteaux de Saaremaa et de Kuressaare font partie de l'Empire russe.
Comme les frontières de l'Empire russe se déplacent graduellement vers l'ouest, Kuressaare perd son importance stratégique. 
En particulier après la guerre de Finlande et le troisième partage de la Pologne, l'Estonie perd de son importance militaire.
En 1836, après la construction de la forteresse de Bomarsund sur Åland, la garnison russe se retire de Kuressaare.
Le fait que le château de Kuressaare ne participe pas aux combats de la guerre de Crimée est aussi significatif de la perte de son importance stratégique.
De 1904 à 1912, le château est restauré par Hermann Seuberlich et Wilhelm Neumann.
En 1968, Kalvi Aluve rénove à nouveau l'édifice.
De nos jours, le château fait partie du musée de Saaremaa.

## Galerie

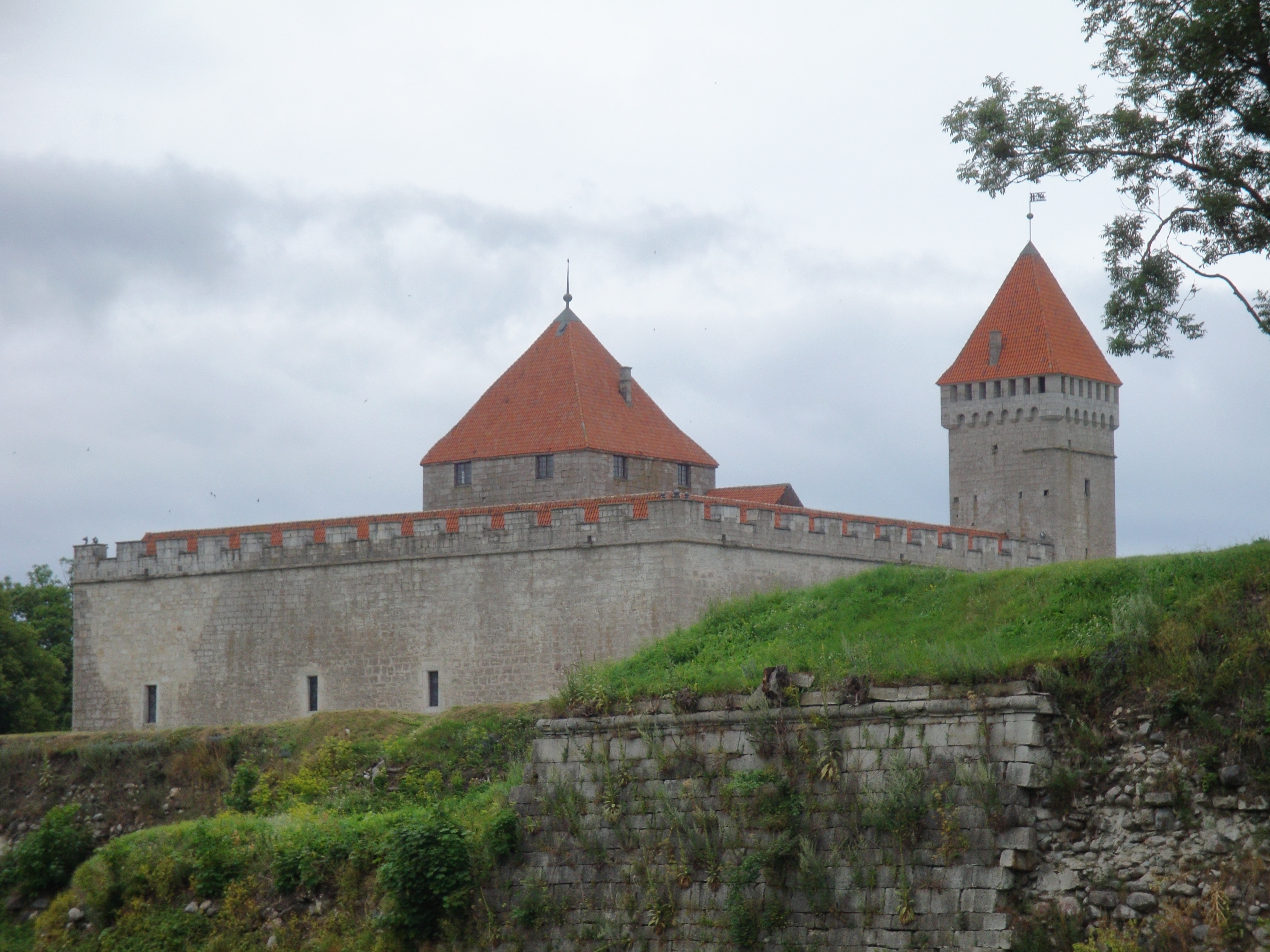
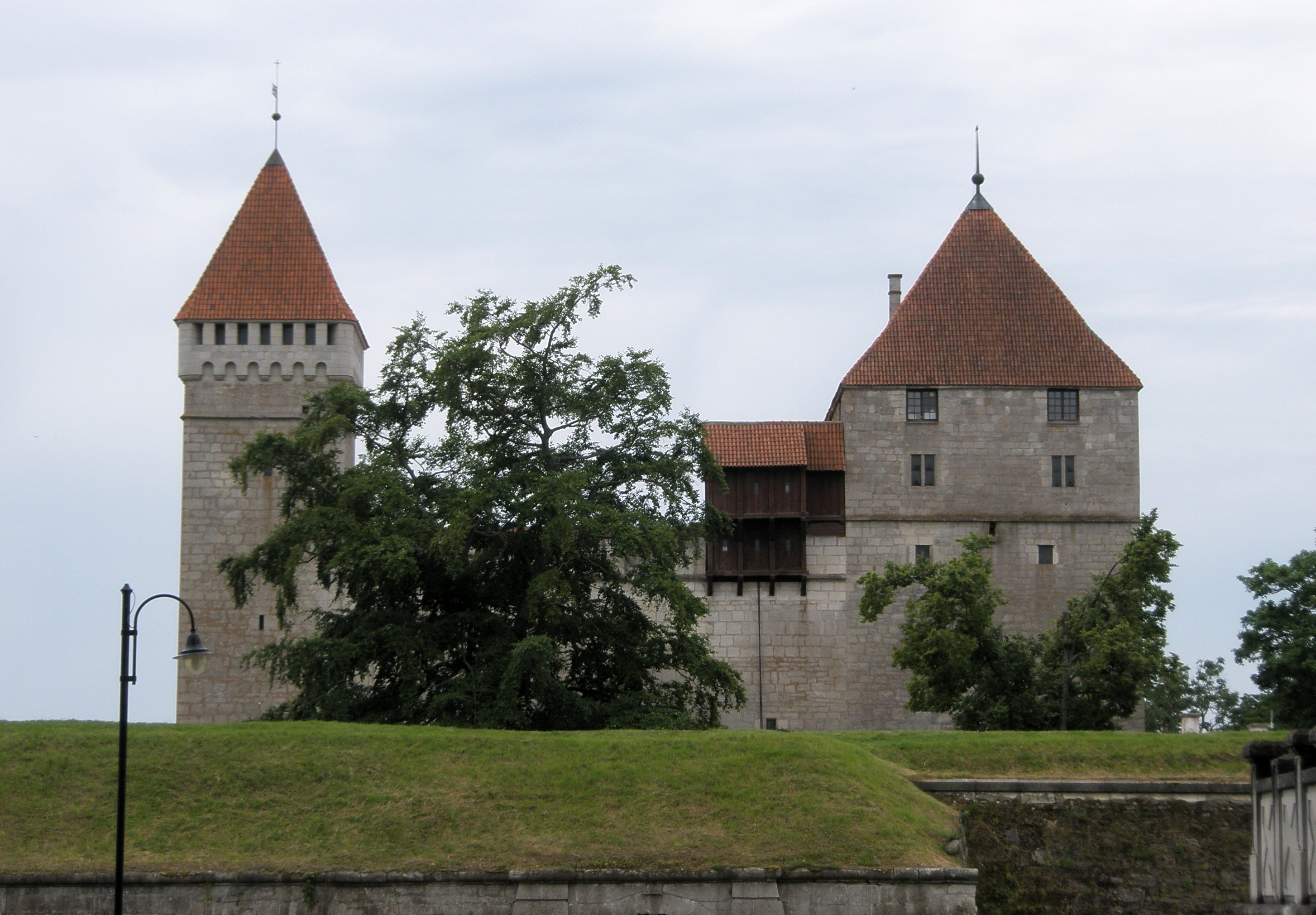
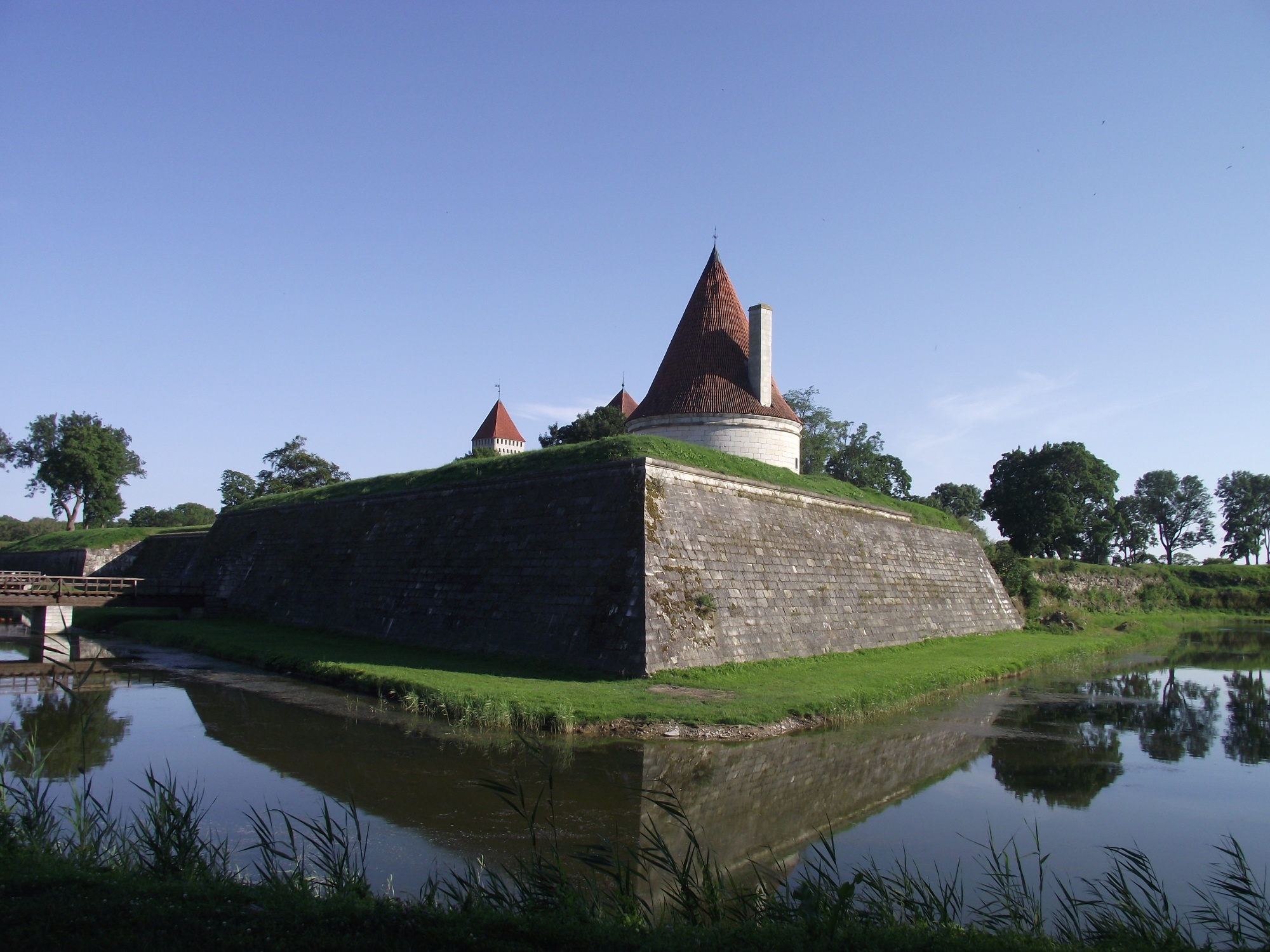
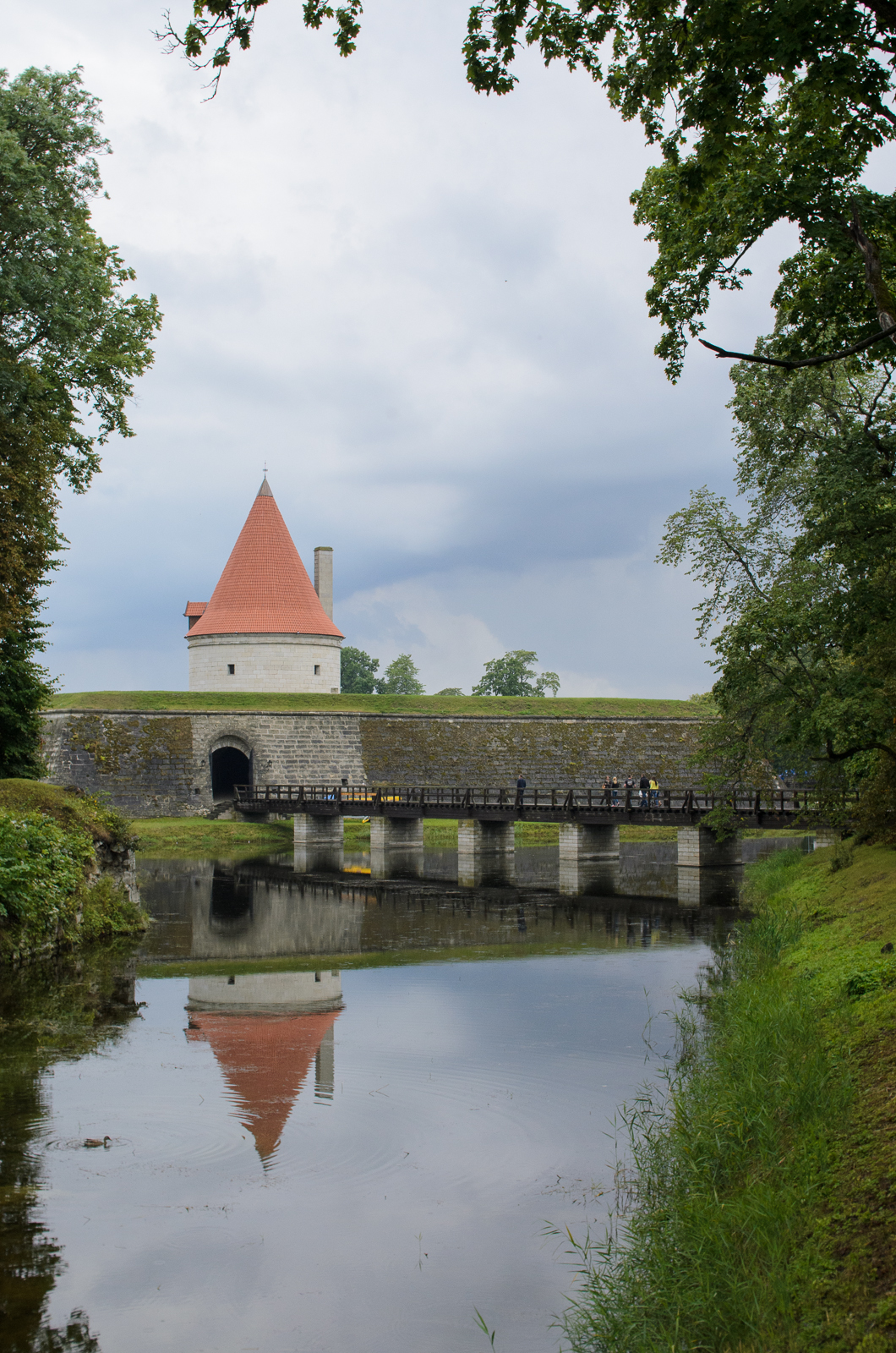
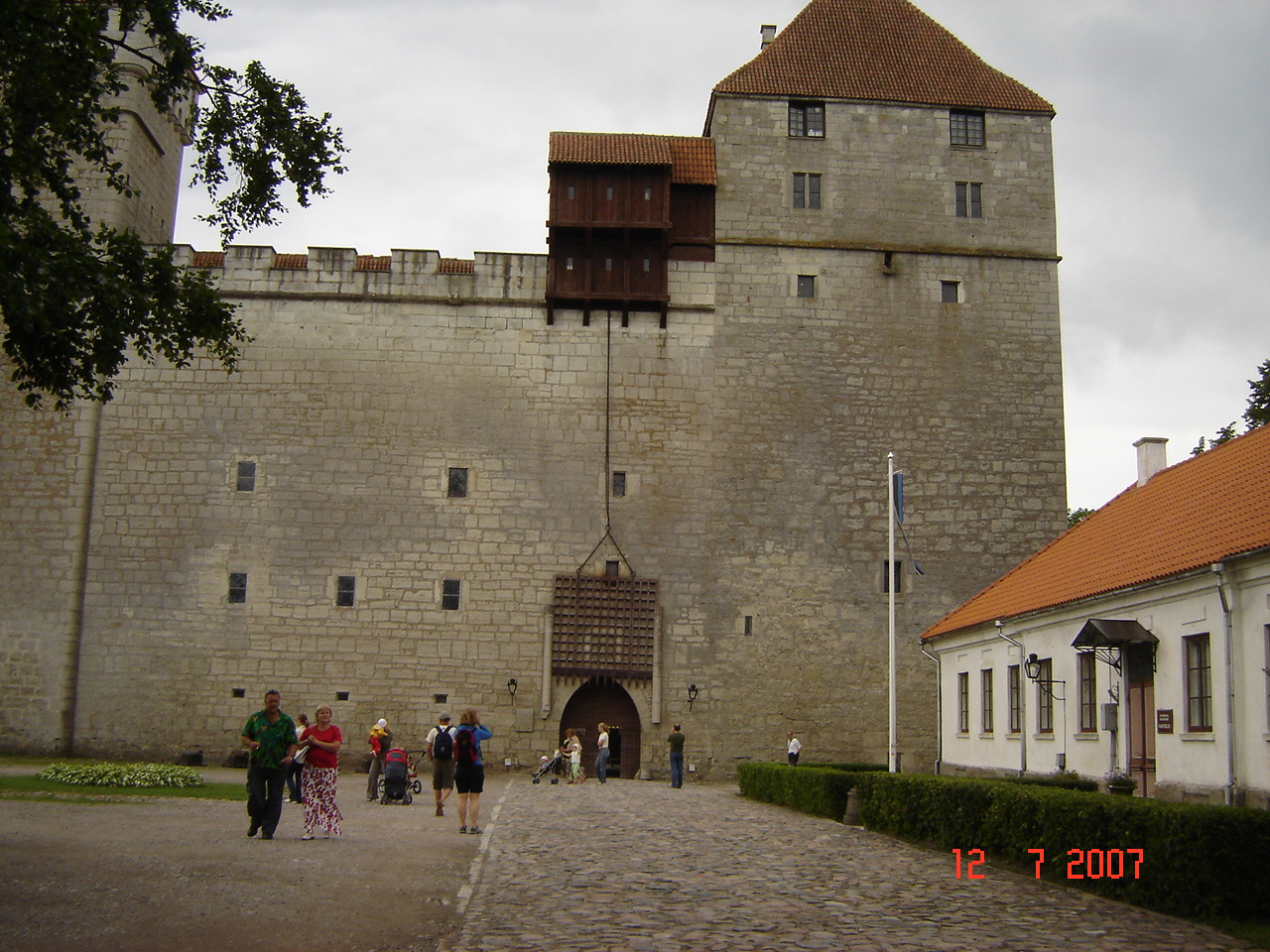